# Ферсманове
Фе́рсманове (до 1948 — Тотайко́й; крим. Totayköy) — село (до 2009 — селище) в Україні, в Сімферопольському районі Автономної Республіки Крим. Підпорядковане Добрівській сільській раді.
Від 2014 року окуповане Росією.
Населений пункт названий на честь Олександра Євгеновича Ферсмана.
У 2023 році у проєкті Постанови Верховної Ради України «Про перейменування деяких населених пунктів Автономної Республіки Крим» село запропоновано перейменувати на Тотайкой.

## Сучасність
У Ферсманові дві вулиці — Кар'єрна і Вчительська. Село займає 9 гектарів. У селі в 52 дворах живуть, на 2014 рік, 155 жителів.
1. ↑  Повідомлення про оприлюднення проєкту Постанови Верховної Ради України «Про перейменування деяких населених пунктів Автономної Республіки Крим».